# Giovanni Battista Riccioli
Giovanni Battista Riccioli, italijanski jezuit, astronom in geograf, * 17. april 1598, Ferrara, Italija, † 25. junij 1671, Bologna.

## Življenje in delo
Riccioli je bil od leta 1614 član jezuitskega reda. Bil je profesor na univerzah v Parmi in v Bologni. Leta 1650 je z daljnogledom opazoval zvezdo Mizar, ζ Velikega medveda (UMa), in odkril, da gre za dve zvezdi, ki sta zelo blizu, 14" z magnitudama 2,2m in 4,0m, po današnjih podatkih. Tako je prvi odkril dvojno zvezdo. To je bil nov dokaz, da lahko daljnogled razkrije značilnosti na nebu, ki so prostemu očesu skrite.
Med prvimi je meril pospešek prostega pada. Sodeloval je z Grimaldijem. Med letoma 1640 in 1650 sta odkrila, da je pot pri prostem padu sorazmerna kvadratu časa.
Z delom Geographiae et hydrographiae reformatae libri iz leta 1661 je hotel sistematizirati znanstvene dosežke 16. in 17. stoletja. Ni sprejel Kopernikovega pogleda na svet in zato njegova astronomska priročnika Novi Almagest (Almagestum novum) iz leta 1651 in Preobrazba astronomije (Astronomia reformata) iz leta 1665 nista toliko vredna, čeprav sta pomembna zaradi zgodovinskih podatkov in sistematizacije oznak. Napisal je še deli: Chronologia reformata (1669) in Tabula latitudinum et longitudinum (objavljeno leta 1689).
Da je Ptolemejev sistem preveč zapleten, je poskušal pojasniti s tem, da je zapletenost sistema posledica božje veličine. Omenil je tudi Keplerjeve elipse in jih takoj zavrgel. Zdi se razumljivo, da je raziskoval Luno. Luna je krožila okoli Zemlje tako v Kopernikovem kot v starejšem Ptolemejevem sistemu, zato opazovanje njenega gibanja ni moglo sprožiti kakšnih neprijetnih vprašanj. Glede Lune je lahko prišel do nekaterih koristnih izsledkov. Prvi je zatrjeval, da na njej ni vode. V Novem Almagestu je sprejel de Brahejev sistem Osončja. Priročniku je dodal svoje karte Luninega površja. Na njih je poimenoval Lunine kraterje v čast nekdanjih astronomov in se pri tem ni izneveril svojim prepričanjem proti Koperniku. Hiparh, Ptolemej in Tycho Brahe so dobili lepše karterje od Kopernika in Aristarha. Njegova imena še danes uporabljamo. Drugi kraterji nosijo še imena: Albatani, Anaksagora, Apolonij, Arago, Arhimed, Aristotel, Bessel, Biot, Bond, Cassini, de la Rue, Evdoks, Fabricij, Flammarion, Flamsteed, Gassendi, Gauss, Geber, Grimaldi, von Guericke, Caroline Herschel, Hevel, Kepler, de Lalande, van Langren, Lansberge, Messier, Meton, Olbers, Picard, Pickering, Platon, Plinij, Posidonij, von Retij, Rømer, Stevin in Riccioli. Po Huygensu so imenovali neko goro in po Leibnizu gorovje. Sovjetski astronomi so ta način uporabili za nevidno stran Lune. Tako najdemo kraterje: Aldrin, Armstrong, Barabašev, Beljajev, Bell, Bormann, de Buffon, Collins, Čebišov, Einstein, Fleming, Gagarin, Grissom, Hipokrat, Kimura, Koch, Komarov, Koroljov, Kovalevska, Landau, Lebedjev, Leonov, Lowell, Mitra, Morse, Nagaoka, Nobel, Ohm, Pavlov, Planck, Röntgen, Tereškova, Titov, Volkov.
V njegovem času se je z imenovanji objektov na Luni ukvarjal tudi Grimaldi. Kasneje sta se s kartiranjem Lune skupaj ukvarjala še Beer in Mädler. Med letoma 1644 in 1656 sta z Grimaldijem opravljala topografske meritve, Zemljin obseg in razmerje med vodnimi in kopenskim površjem. Zaradi napak metode je dala meritev manj natančno vrednost poldnevniških stopinj od Snella van Royena leta 1617. Snell van Royen je imel napako približno 4000 m, Ricciolijeva napaka pa je bila več kot 10.000 m. Ricciolijeva vrednost je bila 373.000 pesov, navkljub dejstvu, da je bila rimska stopinja vedno 75 miliar oziroma 375.000 pesov.
Riccioli je poskušal izmeriti tudi paralakso Sonca in dobil za astronomsko enoto {\displaystyle a_{0}=40\cdot 10^{9}} m. To vrednost je Cassini s paralakso Sonca kmalu leta 1672 več kot potrojil.

## Priznanja

### Poimenovanja
Po njem se imenuje krater Riccioli na Luni.
1. 1 2  data.bnf.fr: platforma za odprte podatke — 2011.
2. ↑  MacTutor History of Mathematics archive — 1994.
3. 1 2  Риччоли Джованни Баттиста // Большая советская энциклопедия: [в 30 т.] — 3-е изд. — Moskva: Советская энциклопедия, 1969.
4. ↑  Riccioli, Giovanni Battista — Istituto dell'Enciclopedia Italiana, 1929.
5. 1 2  Nacionalna zbirka normativnih podatkov Češke republike
6. ↑  Enciclopedia Treccani — Istituto dell'Enciclopedia Italiana, 1929.